# Мершавцев Федір Матвійович
Федір Матвійович Мершавцев (14 квітня (26 квітня) 1835, Херсонська губернія —1903) — дворянин, капітан-лейтенант Імператорського морського флоту, учасник Кримської війни.

## Біографія
Виховувався в Санкт-Петербурзькому морському Кадетському Корпусі (Петербург). З 1854 — юнкер флоту.
З 13 вересня до 6 жовтня 1854 року служив у Севастополі (3-й бастіон). Продовжив служити у Миколаєві. Звільнився у 1884 році                                                                                                                                                                                                                                                                                                                                                                                                                                                                                                                                                                                                                                     , в чині капітан-лейтенанта. Учасник двох навколосвітніх подорожей.
1854 року у Кривому Розі почав будувати червоний цегляний маєток (по вулиці Грабовського, не зберігся). Ініціював створення міського саду вздовж річки Інгулець, котрий зараз носить його ім'я. Побудував перший в місті фонтан (1903), каруселі, гойдалки, човнову станцію.